# Conisania leineri
Conisania leineri là một loài bướm đêm trong họ Noctuidae.